# Їрков
Їрков (чеськ. Jirkov, колишній Гьоркау, нім. Görkau) — місто на заході Чеської Республіки, в окрузі Хомутов Устецького краю.

## Історія
Їрков виник як колонізаційне село на чесько-саксонському кордоні. Точна дата заснування поселення невідома, але швидше за все відноситься до кінця XIII століття. Близько 1300 року був побудований готичний костел. В історичних документах Їрков згадується також як Борек (зараз район міста) або Юрков. Перші задокументовані дані про місто датовані тільки 1352 роком. На початку XV століття недалеко від міста був побудований Червоний замок (Červený Hrádek). Міські права були визнані в 1455 році королем Владиславом Посмертним, а пізніше підтверджені Владиславом II (1507 рік), Фердинандом I (1528 рік), Максиміліаном II (1570 рік) і Рудольфом II . У 1480 році в місті був побудований пивоварний завод.
Місто процвітало в XVI столітті. У Їркові працювало 6 цехів з видобутку руди; вже в 1597 році місто мало водопостачання. Після битви на Білій горі 1620 року Їрков втратив всі свої права і був багато разів розграбований військами всіх ворожих армій Тридцятилітньої війни. Згодом у Їркові розвивалися мануфактурні фабрики і майстерні. З 1854 року в місті є поштове відділення, а з 1869 року - банк. Електрична мережа з'явилася в 1911 році.
Закінчення Другої світової війни пов'язано з виселенням із міста німців і новим населенням із внутрішніх районів Чехословаччини. Починаючи з 60-х років XX століття, у зв'язку з розвитком промисловості і транспорту різко погіршилася екологічна обстановка в місті, проте з 1993 року вона поступово покращується.

## Географія
Розташоване біля підніжжя Рудних гір, приблизно на 6 км на північний схід від міста Хомутов і на 20 км на захід від міста Мост, на висоті від 288 м над рівнем моря . За 2 км на південь від міста знаходиться село Отвіце.

## Клімат
Середньорічна температура змінюється від 8,5 ° С в рівнинній частині до 4 ° С - в гірській частині. Річний рівень опадів варіює від 450 мм на рівнині (через дощову тінь, викликану Рудними горами) до 950 мм на гребені Рудних гір. Переважають західні і південно-західні вітри.

## Населення
| Рік  | Чисельність | Чисельність |
| ---- | ----------- | ----------- |
| 1869 | 4322        | [ 7 ]       |
| 1880 | 4713        | [ 7 ]       |
| 1890 | 5170        | [ 7 ]       |
| 1900 | 5781        | [ 7 ]       |
| 1910 | 6261        | [ 7 ]       |
| 1921 | 6130        | [ 7 ]       |
| 1930 | 7750        | [ 7 ]       |
| 1950 | 6000        | [ 7 ]       |

| Рік  | Чисельність | Чисельність |
| ---- | ----------- | ----------- |
| 1961 | 9928        | [ 7 ]       |
| 1961 | 9928        | [ 2 ]       |
| 1970 | 11 249      | [ 7 ]       |
| 1970 | 11 395      | [ 2 ]       |
| 1980 | 11 980      | [ 7 ]       |
| 1991 | 18 229      | [ 2 ]       |
| 1991 | 18 229      | [ 7 ]       |
| 2001 | 20 717      | [ 7 ]       |

| Рік  | Чисельність | Чисельність |
| ---- | ----------- | ----------- |
| 2011 | 19 461      | [ 7 ]       |
| 2014 | 20 029      | [ 8 ]       |
| 2016 | 19 835      | [ 9 ]       |
| 2017 | 19 595      | [ 10 ]      |
| 2018 | 19 466      | [ 11 ]      |
| 2019 | 19 299      | [ 12 ]      |
| 2020 | 19 241      | [ 13 ]      |
| 2021 | 19 200      | [ 14 ]      |

| Рік  | Чисельність | Чисельність |
| ---- | ----------- | ----------- |
| 2021 | 18 387      | [ 15 ]      |
| 2022 | 18 945      | [ 16 ]      |
| 2023 | 19 305      | [ 17 ]      |
| 2024 | 19 323      | [ 18 ]      |
| 2025 | 19 240      | [ 4 ]       |

| Рік  | Чисельність | Чисельність |
| ---- | ----------- | ----------- |
| 1869 | 4322        | [ 7 ]       |
| 1880 | 4713        | [ 7 ]       |
| 1890 | 5170        | [ 7 ]       |
| 1900 | 5781        | [ 7 ]       |
| 1910 | 6261        | [ 7 ]       |
| 1921 | 6130        | [ 7 ]       |
| 1930 | 7750        | [ 7 ]       |
| 1950 | 6000        | [ 7 ]       |

| Рік  | Чисельність | Чисельність |
| ---- | ----------- | ----------- |
| 1961 | 9928        | [ 7 ]       |
| 1961 | 9928        | [ 2 ]       |
| 1970 | 11 249      | [ 7 ]       |
| 1970 | 11 395      | [ 2 ]       |
| 1980 | 11 980      | [ 7 ]       |
| 1991 | 18 229      | [ 2 ]       |
| 1991 | 18 229      | [ 7 ]       |
| 2001 | 20 717      | [ 7 ]       |

| Рік  | Чисельність | Чисельність |
| ---- | ----------- | ----------- |
| 2011 | 19 461      | [ 7 ]       |
| 2014 | 20 029      | [ 8 ]       |
| 2016 | 19 835      | [ 9 ]       |
| 2017 | 19 595      | [ 10 ]      |
| 2018 | 19 466      | [ 11 ]      |
| 2019 | 19 299      | [ 12 ]      |
| 2020 | 19 241      | [ 13 ]      |
| 2021 | 19 200      | [ 14 ]      |

| Рік  | Чисельність | Чисельність |
| ---- | ----------- | ----------- |
| 2021 | 18 387      | [ 15 ]      |
| 2022 | 18 945      | [ 16 ]      |
| 2023 | 19 305      | [ 17 ]      |
| 2024 | 19 323      | [ 18 ]      |
| 2025 | 19 240      | [ 4 ]       |

|  |

## Міста-побратими
- Бранд-Ербісдорф, Німеччина

## Галерея

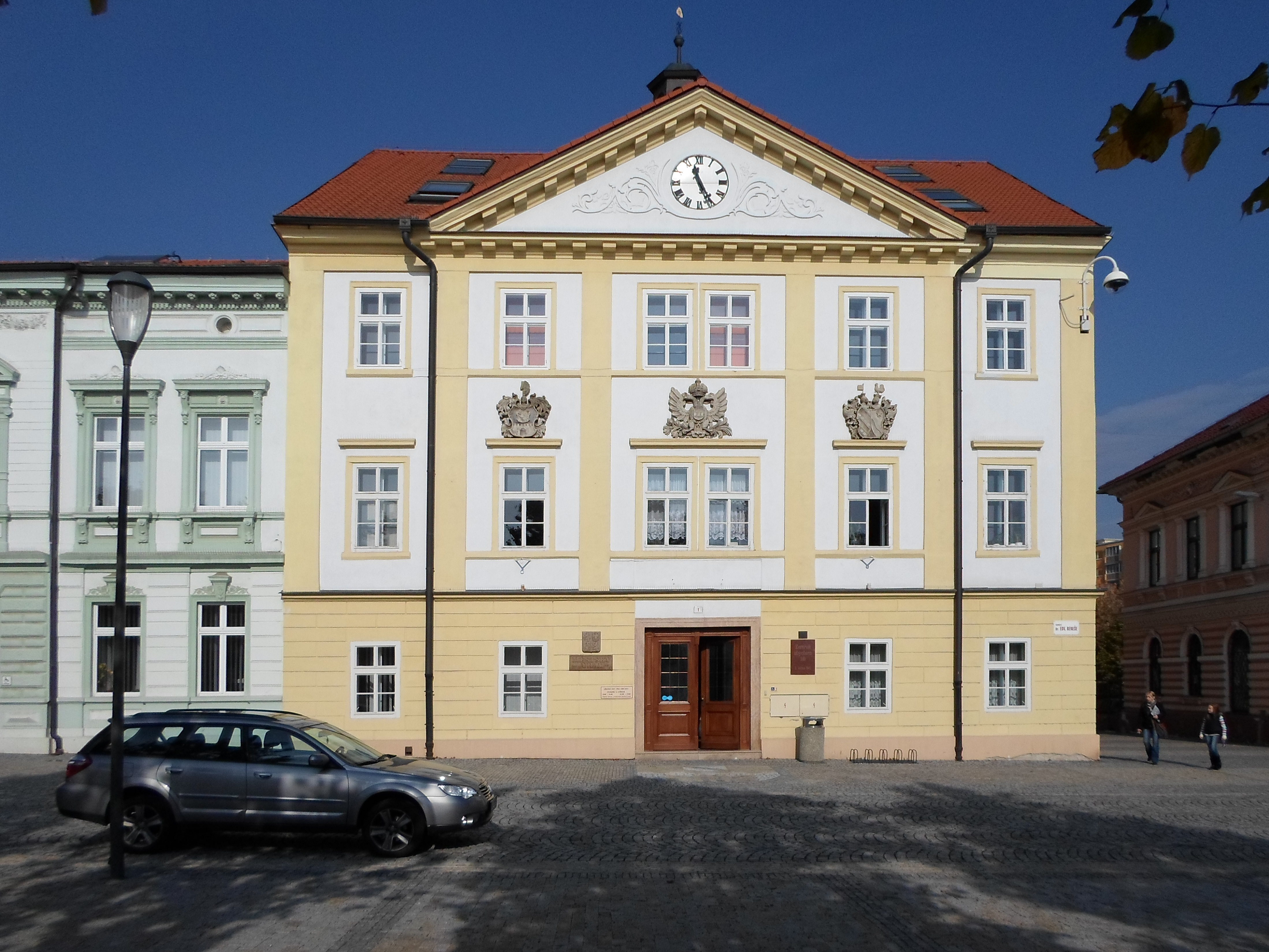
Ратуша
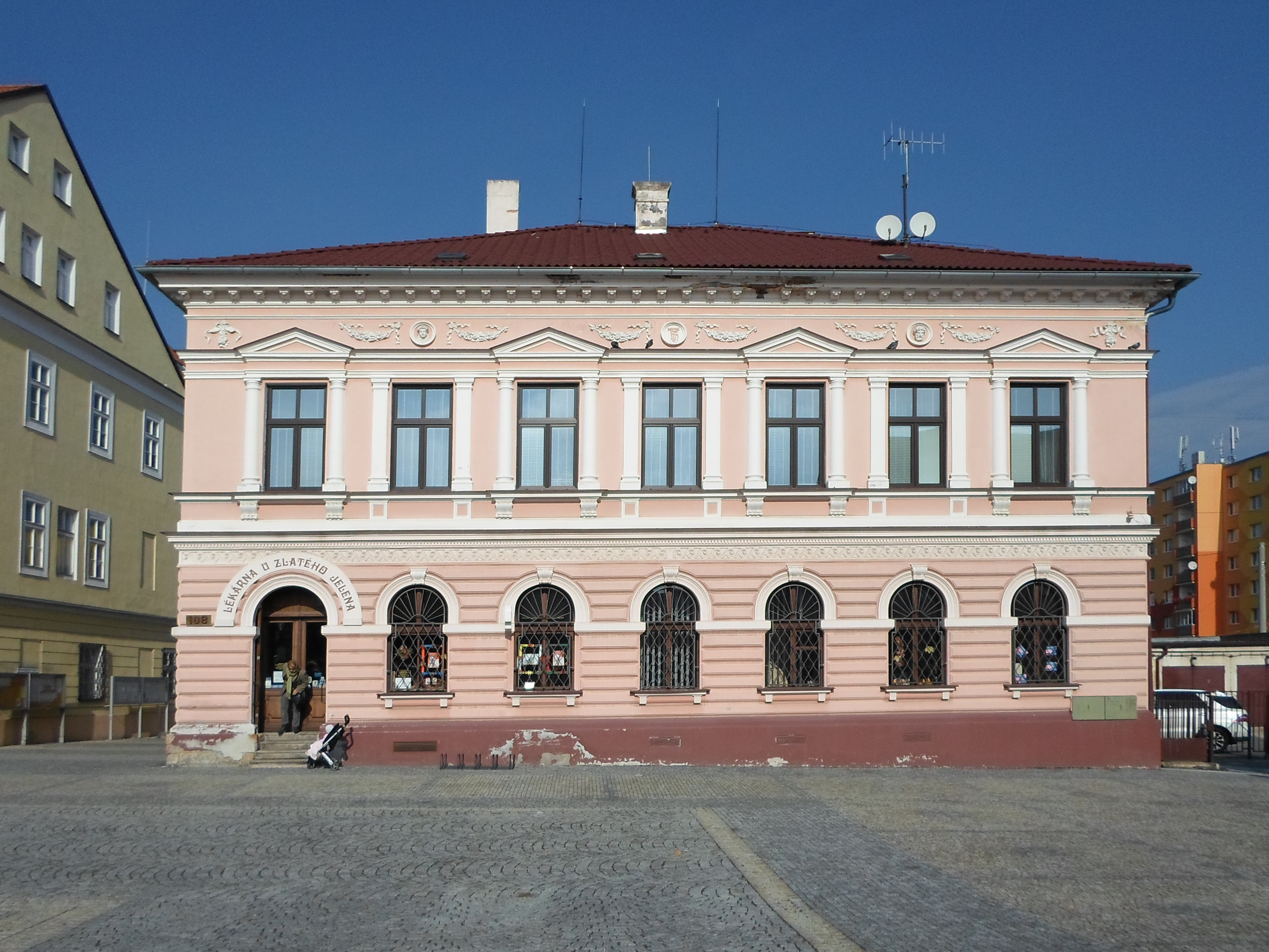
Аптека "U zlatého jelena"
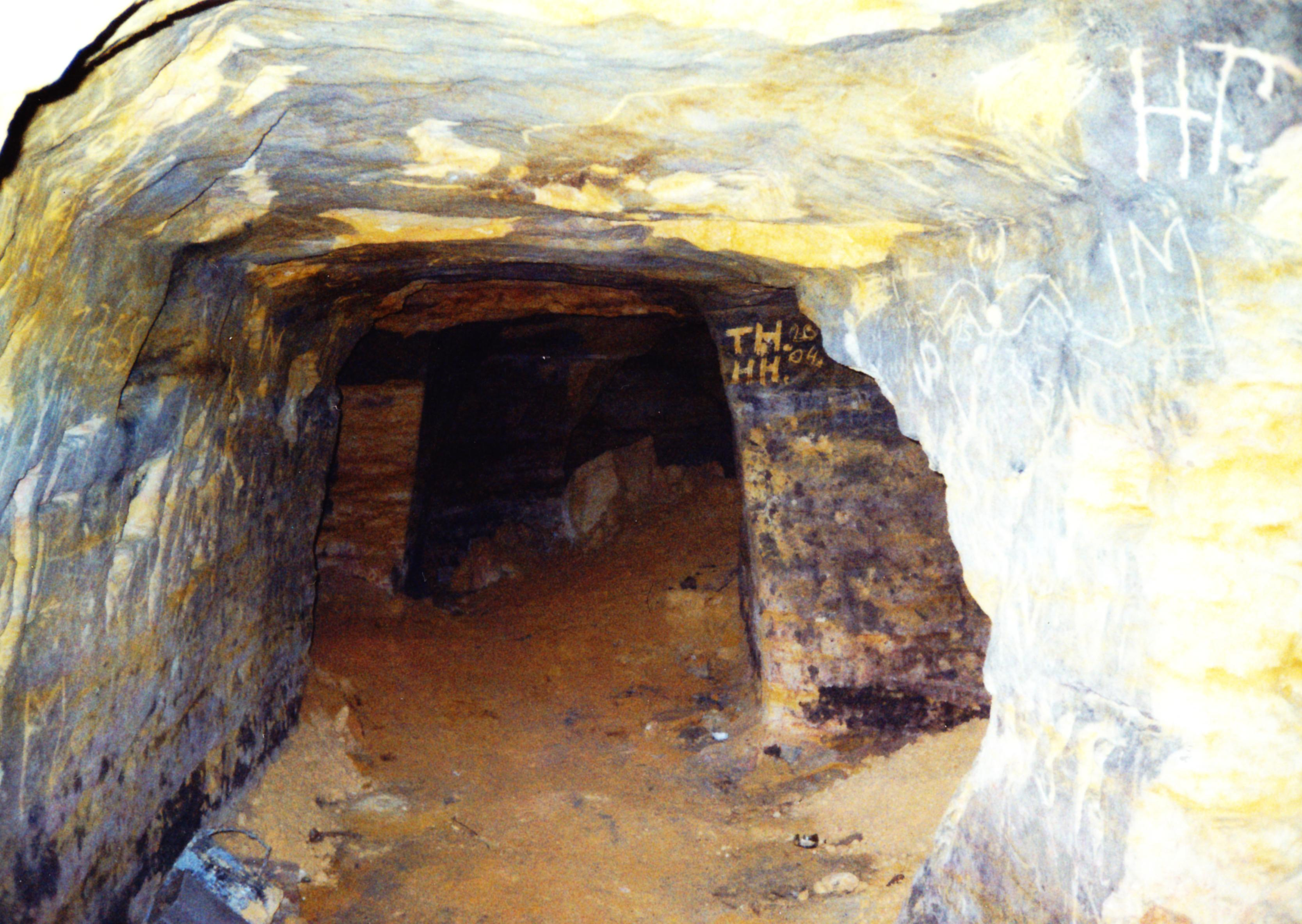
Склепи
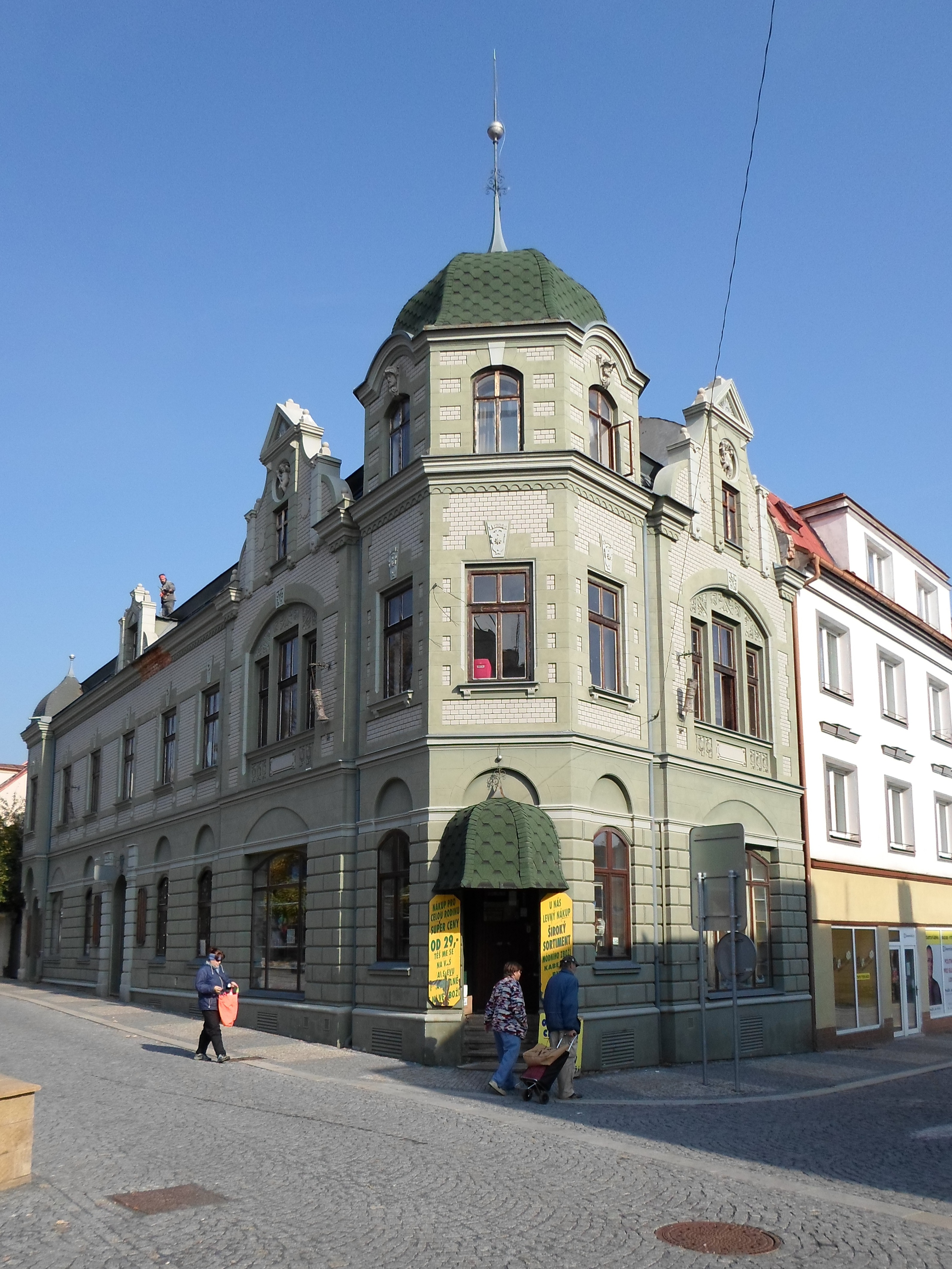
Будинок на розі вулиць Tyršovy і Příčné
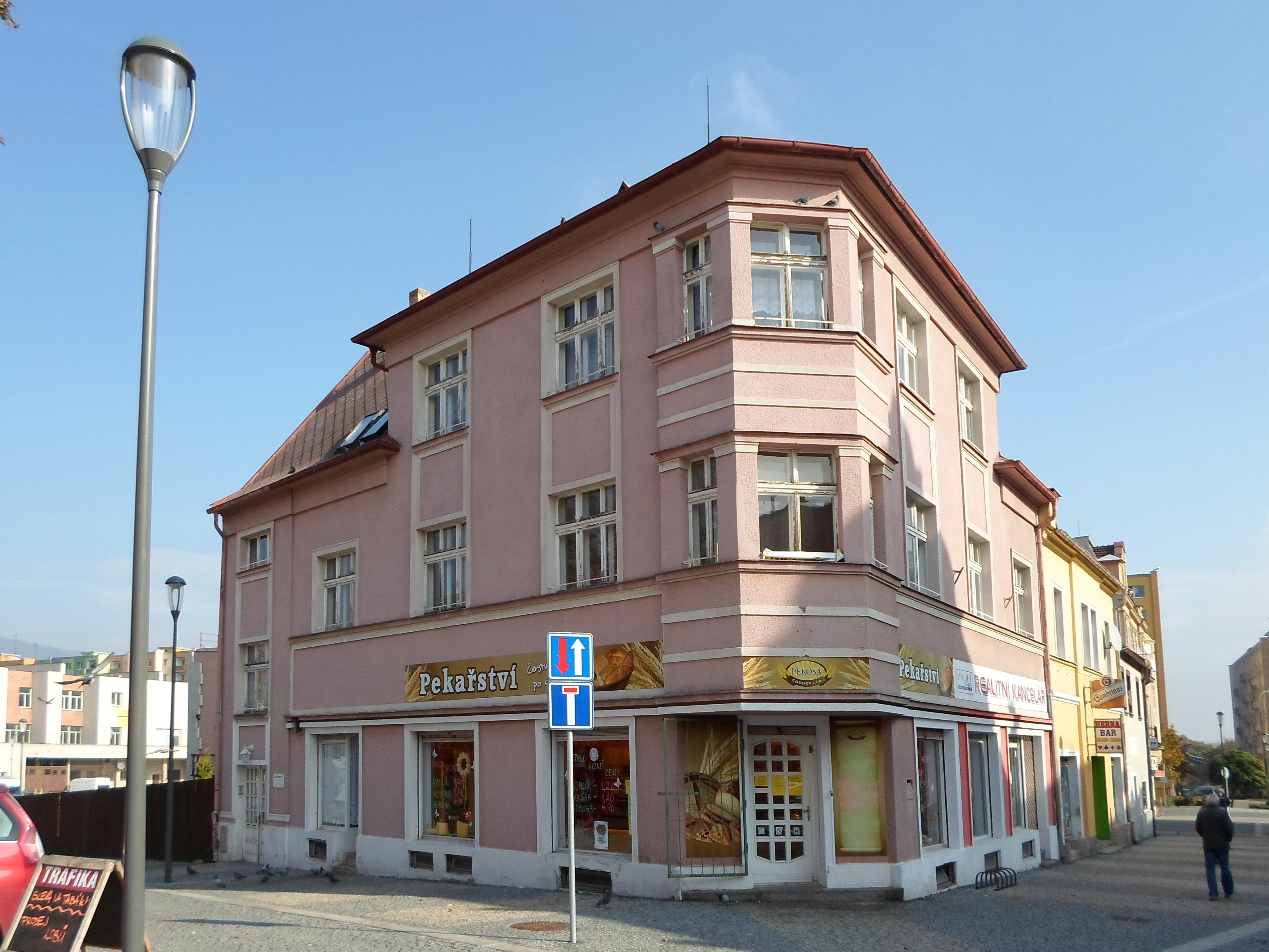
Будинок на розі вулиць Kostelní і Nábřežní